# Инал-Ипа, Адгур Шалвович
Адгур Шалвович Ина́л-Ипа (30 ноября 1952, Сухуми, Абхазская АССР — 18 сентября 1993, Сухум) — ученый в области моделирования дистанционного зондирования поверхности Фобоса, техники физического эксперимента, автоматизации физических исследований.
Одним из основоположников компьютерного программирования в Абхазии. Разработанное им программное обеспечение для ЭВМ использовалось в таких областях, как типографика, картография и военное дело.

## Биография
Родился 30 ноября 1952 года в Сухуме, в семье известных учёных Шалвы Денисовича Инал-ипа и Мирры Константиновны Хотелашвили.
В 1976 окончил физический факультет Тбилисского государственного университета.
В том же году начал работать в Сухумском Физико-техническом институте в должности инженера-физика.
В 1979—1983 — младший научный сотрудник научно-исследовательской лаборатории по диагностике плазмы при Абхазском государственном университете. Научные эксперименты проводились на плазменной установке «АМЦАБЗ».
В 1987 окончил аспирантуру в Институте космических исследований (ИКИ) АН СССР в Москве, в 1987—1992 — н. с. кафедры физики АГУ и по хоздоговорной теме — в ИКИ АН СССР.
В 1991 защитил кандидатскую диссертацию на тему «Лабораторное моделирование дистанционного ионного зондирования поверхности Фобоса».
Научно-практические знания нашли применение в ходе грузино-абхазского конфликта.
28.11.1992, приказом Министерства обороны Республики Абхазии № 99, была сформирована группа для создания радиоуправляемых лодок-торпед. Руководил работой группы Инал-ипа. В кратчайшие сроки были созданы и испытаны образцы изделия, способного поражать надводные цели противника в радиусе шести километров. В составе данной группы Инал-ипа принимал участие в операции сопровождения Тамышского десанта.
Погиб 18 сентября 1993 года во время взятия г. Сухум.

## Научный вклад
Разработана экспериментальная аппаратура для проведения микромоделирования ВИМС (вторично-ионной масс-спектрометрии), с помощью которой показана реальная возможность проведения и сделана оценка чувствительности анализа состава металлов, полупроводников и изоляторов при малой плотности тока первичного ионного пучка, характерной для дистанционного ВИМСа. Созданный комплекс аппаратуры и методика измерения могут быть использованы при подготовке будущих миссий по изучению тел Солнечной системы.
Основные исследования посвящены лабораторному моделированию дистанционного зондирования поверхности Фобоса (одного из спутников Марса), а также свойствам плазмы в самосжатых сильноточных разрядах типа 349 зет и тетапинчей.

## Награды
За военные заслуги перед Родиной награждён орденом Леона посмертно (1995).

## Изданные работы и сочинения
Автор 17 опубликованных научных работ
Вторичная ионная эмиссия аналогов Фобоса // Препринт ИКИ АН СССР. М., 1987;
Влияние электрических полей первичного ионного пучка на транспортировку вторичных ионов // Физика плазмы. Т. 16. Вып. 6. 1990.

## Фильмография
Не будучи актёром, а инженером-физиком, в 1977 году сыграл главную роль — Героя Советского Союза Владимира Харазия в фильме «Повесть об абхазском парне».